# Mùa hè Hikaru chết
Mùa hè Hikaru chết (Nhật: 光が死んだ夏 (Mùa hè Hikaru đã chết) Hepburn: Hikaru ga Shinda Natsu) là một bộ manga Nhật Bản do Mokumokuren viết và minh hoạ. Tác phẩm được đăng tải dài kỳ trên website Young Ace Up của Kadokawa Shoten từ tháng 8 năm 2021. Tính đến tháng 7 năm 2025, các chương truyện đã được tổng hợp thành 7 tập tankōbon. Câu chuyện kể về Tsujinaka Yoshiki, một thiếu niên sống ở vùng nông thôn Nhật Bản, phát hiện rằng người bạn thân nhất của mình – Indō Hikaru – đã bị một thực thể siêu nhiên nhập xác. Từ đó, Yoshiki buộc phải đối mặt với mối quan hệ đã thay đổi giữa hai người trong bối cảnh đầy rẫy hiểm nguy huyền bí.
Mokumokuren lần đầu nảy ra ý tưởng cho bộ truyện khi đang ôn thi, và sau đó bắt đầu đăng các bản vẽ lên Twitter (nay là X). Nhờ vậy, bộ phận biên tập của Young Ace Up đã liên hệ để đề nghị tác giả đăng truyện chính thức trên nền tảng của họ. Một loạt anime truyền hình chuyển thể do CygamesPictures sản xuất đã ra mắt vào tháng 7 năm 2025.
Ngay khi tập đầu tiên được phát hành, bộ truyện đã gặt hái thành công cả về mặt thương mại lẫn phê bình, với 200.000 bản được bán ra chỉ trong ba tháng, đồng thời nhận được nhiều lời khen ngợi cho cốt truyện, nét vẽ và cách xây dựng nhân vật.

## Nội dung
Tsujinaka Yoshiki và Indō Hikaru là hai cậu thiếu niên sống tại một thị trấn nhỏ ở vùng nông thôn Nhật Bản. Mặc dù có tính cách trái ngược và sở thích khác nhau, hai người vẫn duy trì một tình bạn thân thiết. Tuy nhiên, vào một ngày mùa đông nọ, Hikaru bị thương nặng trong lúc đi leo núi một mình và không qua khỏi. Trước khi cậu chết, một thực thể kỳ bí mang bản chất siêu nhiên tình cờ bắt gặp Hikaru, sau đó nuốt chửng cậu và tiếp quản thân xác ấy. Thực thể này trở thành "Hikaru" – mang đầy đủ ký ức và cảm xúc của người gốc, nhưng thực chất là một cá thể hoàn toàn khác, điều mà Yoshiki nhanh chóng nhận ra. Dù vậy, Yoshiki vẫn muốn ở bên "Hikaru". Thế nhưng, bản chất xa lạ không thuộc về con người của "Hikaru", cùng với sự xuất hiện của những thực thể siêu nhiên khác và những kẻ săn lùng chúng, có thể khiến mong muốn đó trở nên bất khả thi.

## Nhân vật
Indō Hikaru (忌堂 光)
Lồng tiếng bởi: Negishi Yōtarō (kịch truyền thanh, PV1), Shimono Hiro (PV2), KENN  (PV3), Enoki Junya (PV4), Umeda Shūichirō (anime), Urushiyama Yūki (lúc nhỏ)
Tsujinaka Yoshiki (辻中 佳紀)
Lồng tiếng bởi: Ono Tomohiro (kịch truyền thanh, PV1), Matsuoka Yoshitsugu (PV2), Maeno Tomoaki (PV3), Uchiyama Koki (PV4), Kobayashi Chiaki (anime), Kawaida Natsumi (lúc nhỏ)
Yamagishi Asako (山岸朝子)
Lồng tiếng bởi: Hanamori Yumiri
Kurebayashi Rie (暮林理恵)
Lồng tiếng bởi: Kowaka Wakana
Tanaka (田中)
Lồng tiếng bởi: Kobayashi Chikahiro
Maki Yūta (巻ゆうた)
Lồng tiếng bởi: Nakajima Yoshiki
Tadokoro Yuki (田所結希)
Lồng tiếng bởi: Wakayama Shion

## Sản xuất
Mokumokuren đã lần đầu nảy ra ý tưởng cho bộ truyện khi đang trong giai đoạn ôn thi vào cấp ba. Sau khi tốt nghiệp, Mokumokuren bắt đầu đăng các bản vẽ lên Twitter (nay là X) vào thời gian rảnh từ tháng 1 năm 2021. Sau đó, Mokumokuren đã được ban biên tập của trang Young Ace Up tiếp cận và đề nghị đăng tải truyện theo kỳ trên nền tảng này, lời đề nghị này đã được Mokumokuren đã chấp nhận. Ngoài ra, Mokumokuren cũng có chia sẻ về việc bản thân là một người hâm mộ các manga hành động được đăng trên Weekly Shōnen Jump và Tuần san Young Jump, đặc biệt là Tokyo Ghoul.
Khi xây dựng cốt truyện, Mokumokuren cố gắng giảm yếu tố kinh dị ở mức tối thiểu, thay vào đó tập trung vào khía cạnh cảm xúc để chạm đến trái tim người đọc thay vì chỉ gây sợ hãi. Tác giả cũng cho rằng chủ đề của truyện càng khiến yếu tố kinh dị nổi bật hơn, dựa trên hiện tượng "hiệu ứng cầu treo" khi cho rằng con người dễ nảy sinh tình cảm khi đang trong trạng thái lo lắng hoặc sợ hãi. Về mặt hình ảnh, Mokumokuren cố gắng sử dụng các từ tượng thanh ít phổ biến, đồng thời luôn thận trọng để đảm bảo chúng phù hợp với ngữ cảnh và mạch truyện.
Ban đầu, Mokumokuren giới thiệu Mùa hè Hikaru chết như một manga one-shot vào năm 2021, được xếp vào thể loại yaoi. Tuy nhiên, sau đó tác giả đã điều chỉnh quan điểm và khẳng định tác phẩm chưa từng được đăng dài kỳ như một manga yaoi bởi vì không có yếu tố lãng mạn rõ rệt. Thay vào đó, Mokumokuren mô tả bộ truyện là một tác phẩm "kinh dị tuổi mới lớn" với những chủ đề "queer".

### Bối cảnh
Mokumokuren lấy cảm hứng cho bối cảnh truyện từ quê ngoại của mình, nơi những căn nhà san sát nhau và việc hàng xóm ra vào nhà nhau mà không cần xin phép là điều bình thường. Ý tưởng được hình thành trong một chuyến thăm về vùng quê này. Tác giả muốn nhân vật sử dụng phương ngữ mang sắc thái đặc trưng, nên đã tìm kiếm một phương ngữ "hơi khác với phương ngữ Kansai" và quyết định đặt bối cảnh tại "khu vực miền núi thuộc vùng Tōkai". Kết quả là, thị trấn hư cấu trong truyện được đặt tại giữa vùng núi thuộc tỉnh Mie, và một số nhân vật trong truyện sử dụng phương ngữ Mie.

## Phương tiện

### Manga
Do Mokumokuren sáng tác và minh họa, bộ truyện bắt đầu được đăng dài kỳ trên trang web Young Ace Up của Kadokawa Shoten từ ngày 31 tháng 8 năm 2021. Tính đến tháng 7 năm 2025, các chương truyện đã được tập hợp thành bảy tập tankōbon.
Vào tháng 9 năm 2022, nhà xuất bản Yen Press thông báo rằng họ đã mua bản quyền phát hành bộ truyện bằng tiếng Anh. Tại Việt Nam, bộ truyện do IPM nắm bản quyền và liên kết phát hành với Nhà xuất bản Hà Nội.

#### Danh sách tập truyện
| - Chương 1–6 - Phần đặc biệt (特別編 Tokubetsu-hen) |

| - Chương 7–11 - Phần đặc biệt (特別編 Tokubetsu-hen) |

| - Chương 12–16 - Phần đặc biệt (特別編 Tokubetsu-hen) - Góc câu hỏi (質問コーナー Shitsumon Kōnā) |

| - Chương 17–21 - Phần đặc biệt (特別編 Tokubetsu-hen) |

| - Chương 22–26 - Phần đặc biệt (特別編 Tokubetsu-hen) - Góc câu hỏi (質問コーナー Shitsumon Kōnā) |

| - Chương 27–31 - Phần đặc biệt (特別編 Tokubetsu-hen) - Góc câu hỏi (質問コーナー Shitsumon Kōnā) |

| - Chương 32–36 - Phần đặc biệt (特別編 Tokubetsu-hen) |

### Tiểu thuyết
Một phiên bản tiểu thuyết chuyển thể từ bộ manga, do Mio Nukaga chắp bút, đã được Kadokawa Shoten phát hành vào ngày 4 tháng 12 năm 2023. Tại sự kiện New York Comic Con 2024, Yen Press cũng thông báo rằng họ đã mua bản quyền phát hành tiểu thuyết này bằng tiếng Anh.

### Anime
Ngày 24 tháng 5 năm 2024, Kadokawa đã công bố phiên bản chuyển thể anime của bộ truyện. Sau đó, phía CygamesPictures xác nhận sẽ tham gia chế tác hoạt họa tựa phim và Takeshita Ryōhei làm đạo diễn kiêm biên kịch chính. Takahashi Yuichi đảm nhận thiết kế nhân vật kiêm giám sát hoạt họa chính, trong khi phần hoạt họa "Dorodoro" lại do Hiraoka Masanobu phụ trách. Bộ phim lên sóng từ ngày 6 tháng 7 năm 2025 trên Nippon TV và các đài liên kết. Ca khúc mở đầu là "Saikai" (再会 "Tái ngộ") do Vaundy thể hiện, còn nhạc hiệu kết thúc là "Anata wa Kaibutsu" (あなたはかいぶつ "Cậu là quái vật của tớ") của Tooboe. Netflix giữ quyền phát hành bộ anime trên toàn thế giới, trong khi đó, Abema là đơn vị phát hành miễn phí trong nội địa Nhật Bản.

#### Danh sách tập phim
| TT. | Tiêu đề                                                                  | Đạo diễn                                | Biên kịch        | Bảng phân cảnh                | Đạo diễn hoạt họa                                                                                   | Ngày phát hành gốc  |
| --- | ------------------------------------------------------------------------ | --------------------------------------- | ---------------- | ----------------------------- | --------------------------------------------------------------------------------------------------- | ------------------- |
| 1 | "Kẻ thay thế" Chuyển ngữ: "Daitaihin" (tiếng Nhật: 代替品)               | Takeshita Ryōhei                        | Takeshita Ryōhei | Takeshita Ryōhei              | Takahashi Yūichi                                                                                    | 6 tháng 7 năm 2025  |
| Sau một vụ mất tích bí ẩn trên núi Nisayama vào mùa đông, Indō Hikaru dường như đã trở về ngôi làng của mình. Tuy nhiên, người bạn thuở nhỏ của cậu – Tsujinaka Yoshiki – bắt đầu nhận ra những điểm bất thường trong hành vi, ký ức và phản ứng của Hikaru. Khi đối mặt trực tiếp, Yoshiki phát hiện ra rằng Hikaru thật sự đã chết, và kẻ đang đứng trước cậu là một thực thể siêu nhiên đã chiếm lấy thân xác và tâm trí của Hikaru. Mặc cho nỗi sợ hãi và đau buồn, Yoshiki vẫn quyết định giữ kín bí mật này, không nỡ buông bỏ người mà cậu từng yêu thương. Trong lúc đó, những sự kiện kỳ lạ bắt đầu xảy ra quanh làng, khi một bà lão nhận ra Hikaru chính là sinh vật truyền thuyết trong vùng, và qua đời ngay sau đó. Một điều tra viên bí ẩn tên Tanaka bắt đầu chú ý đến những xáo trộn trong làng, hé lộ mối đe dọa còn lớn hơn đang cận kề. |                                                                          |                                         |                  |                               | |                     |
| 2 | "Nghi ngờ" Chuyển ngữ: "Giwaku" (tiếng Nhật: 疑惑)                       | Osako Mitsuhiro                         | Maruyama Oki     | Osako Mitsuhiro               | Watanabe Mai, Ouchi Ryunosuke                                                                       | 13 tháng 7 năm 2025 |
| Tanaka đến để điều tra cái chết của bà lão, và suy đoán rằng một thực thể từ trên núi đã tìm được cách len lỏi vào ngôi làng, đồng thời biết cách ẩn mình giữa cuộc sống thường nhật. Yoshiki và "Hikaru" đi qua một lối tắt trong rừng – theo lời nhờ vả của một người bạn muốn kiểm chứng liệu con đường này có thực sự bị ma ám hay không. Trong lúc đó, Yoshiki bất chợt nhìn thấy một sinh vật kỳ quái với chiếc cổ dài ngoẵng đang cố bám lấy cậu, nhưng được "Hikaru" bảo vệ kịp thời bằng cách "nuốt chửng" nó. Sau này, khi Yoshiki gặng hỏi chuyện gì đã xảy ra, "Hikaru" cho phép cậu thọc tay vào dưới lớp da của mình để cảm nhận con người thật bên trong. Không lâu sau đó, Yoshiki bị một người dân địa phương – Kurebayashi Rie – chặn lại. Cô có khả năng cảm nhận các hiện tượng siêu nhiên và nhận ra rằng Yoshiki đang tiếp xúc với một điều gì đó không thuộc về thế giới con người, tuy nhiên cô không biết rằng nguồn gốc chính là "Hikaru". Cô cảnh báo cậu không nên ở gần những hiện tượng như vậy, vì làm thế có thể khiến cậu bị "hòa trộn". |                                                                          |                                         |                  |                               | |                     |
| 3 | "Phủ nhận" Chuyển ngữ: "Kyozetsu" (tiếng Nhật: 拒絶)                     | Yokoyama Asaka, Kido Kohei, Uwano Ayumu | Takeshita Ryōhei | Yokoyama Asaka                | Yanaga Saori, Vương Quốc Niên, Kasasagi Akane & Hiroko Seigan                                       | 20 tháng 7 năm 2025 |
| Cuối cùng, Rie và Yoshiki cũng trò chuyện với nhau, và cô tiết lộ rằng bản thân từng trải qua một chuyện tương tự. Người chồng quá cố của cô đã quay trở lại một cách kỳ lạ, và dù ban đầu cô rất hạnh phúc, sự việc ấy đã dẫn đến việc con trai cô bị thương. Chính điều đó đã khiến cô nhận ra mức độ nghiêm trọng của việc dính líu đến những hiện tượng siêu nhiên – rằng con người không được sinh ra để ở gần những sinh vật như vậy. Rie còn chia sẻ thêm rằng cô có thể cảm nhận được một sự xáo loạn đang ảnh hưởng đến ngôi làng và những vùng lân cận. Cô tin rằng thực thể đang sống trong Hikaru trước đây từng là kẻ giữ cho sự xáo loạn đó bị giam hãm trên ngọn núi nơi nó cư ngụ, và giờ khi không còn sự hiện diện của nó ở đó, sự xáo loạn đang lan rộng. Yoshiki cố gắng tạo khoảng cách với "Hikaru", nhưng điều đó dẫn đến một cuộc cãi vã giữa hai người. Trong lúc mất kiểm soát, "Hikaru" vô tình khiến Yoshiki bị nghẹt thở trong chốc lát. Sau sự việc, "Hikaru" bỏ đi trong hối hận, còn Yoshiki dần nhận ra rằng Hikaru không còn là con người mà cậu từng biết, mà là một cá thể hoàn toàn mới – giống như một đứa trẻ đang học cách làm người. Cuối cùng, cả hai làm hòa, cùng xin lỗi nhau, và Yoshiki quyết tâm sẽ ở bên giúp đỡ và hỗ trợ "Hikaru". |                                                                          |                                         |                  |                               | |                     |
| 4 | "Lễ hội Mùa hè" Chuyển ngữ: "Natsumatsuri" (tiếng Nhật: 夏祭り)          | Shirahata Yoshiyuki                     | Oki Maruyama     | Shirahata Yoshiyuki           | Okazaki Akira, Maekawa Aoi, Nihei Reia, Vương Quốc Niên & Studio Mindo                              | 27 tháng 7 năm 2025 |
| Một người bạn của Yoshiki là Yamagishi Asako đã phát hiện ra một linh hồn tạp uế nằm trên thanh chắn tàu hỏa, sau đó nó bị Rie trừ khử. Yoshiki và "Hikaru" tham dự Lễ hội Mùa hè cùng em gái Kaoru của Yoshiki, nơi dân làng bàn tán về cuộc hôn nhân bất hạnh của cha mẹ Yoshiki và việc Kaoru vẫn tiếp tục bỏ học. Tanaka tiếp tục điều tra thị trấn, và con chuột hamster của anh đã phát hiện sự hiện diện của "Hikaru" tại lễ hội. Một số người trong làng lo lắng về nghi lễ mà Indō Hikaru đáng lẽ phải thực hiện trong rừng, một nghi lễ chỉ những người đàn ông trong gia đình cậu mới có thể tiến hành. "Hikaru" bị ngăn không cho vào đền làng bởi một kết giới bí ẩn. Yoshiki hồi tưởng về Hikaru nguyên bản, rồi gục ngã trong đau buồn. Cậu tiết lộ rằng mình đã phát hiện xác của Hikaru, và "Hikaru" an ủi cậu. Cảnh hậu danh đề cho thấy Hikaru trượt ngã và bị thương chí mạng trong rừng. Khi hấp hối, cậu nhớ lại Yoshiki và van xin thần Nounuki đừng để người bạn của cậu phải sống cô độc. |                                                                          |                                         |                  |                               | |                     |
| 5 | "Ma tóc giả" Chuyển ngữ: "Katsura no Obake" (tiếng Nhật: カツラのオバケ) | Wang Chihsia & Kawahara Ryūta           | Takeshita Ryōhei | Wang Chihsia & Kawahara Ryūta | Vương Quốc Niên, Watanabe Mai, Nihei Reia, Okazaki Akira & Nōmi Chika                               | 3 tháng 8 năm 2025  |
| 6 | "Asako" (tiếng Nhật: 朝子)                                               | Kataoka Fumiaki & Kawabe Shinya         | Maruyama Oki     | Kataoka Fumiaki               | KAGO, Yanaga Saori, Taki Gorō, Kasasagi Akane, Maekawa Aoi, Seigan Hiroko, Inoue Renta & Trần Tử Đồ | 10 tháng 8 năm 2025 |
| 7 | "Determination" Chuyển ngữ: "Ketsui" (tiếng Nhật: 決意)                  | Hashimoto Yuka                          | Takeshita Ryōhei | Takeshita Ryōhei              | Niimura Kyoko & Inoue Renta                                                                         | 17 tháng 8 năm 2025 |